# Кубок Первого канала (хоккей)
Кубок Первого канала — ежегодный традиционный турнир по хоккею с шайбой. Являлся официальным международным соревнованием, входящим в календарь ИИХФ. Первоначально турнир ежегодно организовывался в СССР совместно Федерацией хоккея СССР, Управлением хоккея Госкомспорта СССР и редакцией газеты «Известия». Проводится в целях развития международных спортивных связей, укрепления взаимопонимания и дружбы между спортсменами разных стран. Призван содействовать подготовке к Чемпионатам мира и Олимпийским играм участвующих в нём сборных команд, создавать благоприятные условия для просмотра и отбора перспективных молодых спортсменов.
Проводится ежегодно во второй половине декабря с 1967 года в Москве, за исключением 1992, 2023 и 2024 годов, когда он был проведён в Санкт-Петербурге, 2013 и 2014 годов, когда он был проведён в Сочи, и 1991 года, когда турнир не проводился вообще в связи с распадом Советского Союза. С 1996 по 2021 годы являлся этапом Еврохоккейтура. Организуется Федерацией хоккея России.
Игры турнира проводятся в соответствии с Официальной книгой правил ИИХФ (IIHF Official Rule Book) и обслуживаются российскими и зарубежными арбитрами, рекомендованными Судейским комитетом ИИХФ.

## Названия турнира
- 1967 год — Турнир празднования 50-й годовщины Великой Октябрьской социалистической революции;
- 1968 год — Международный турнир;
- 1969—1996 годы — Турнир на призы газеты «Известия»;
- 1997—2002 годы — Кубок «Балтики»;
- 2003 год — Московский международный турнир;
- 2004—2005 годы — Кубок «РОСНО»;
- с 2006 года — Кубок Первого канала.

## Письмо в редакцию газеты «Известия», 1969 год
Федерация хоккея СССР обратилась в Международную лигу хоккея на льду с просьбой предоставить столице нашей Родины — Москве право проведения чемпионата мира и Европы 1973 года. В этой связи Московский международный хоккейный турнир, проводившийся в декабре 1967 и 1968 годов, приобретает в 1969 году для нас особое значение.
Тем более, что в этих соревнованиях выступают главные участники чемпионата мира.
Федерация хоккея СССР просит редакцию газеты «Известия» учредить главный приз для московского турнира («Серебряная клюшка», «Хрустальная шайба» или нечто подобное этому), а также оказать содействие в изготовлении значков, памятных медалей и документации турнира.
В дальнейшем, с учетом пожелания редколлегии газеты «Известия», этот турнир может именоваться как «Приз «Известий».
С уважением и надеждой на плодотворное сотрудничество в деле пропаганды и развития хоккея.
Георгий МОСОЛОВ, Герой Советского Союза,
председатель Федерации хоккея СССР.

## Места проведения
С 1967 года турнир проходил во дворце спорта «Лужники». В турнире принимали участие сборные команды СССР, Чехословакии, Швеции, Финляндии и Канады. В 1987 году вторым местом проведения турнира стал спорткомплекс «Олимпийский». В 1992 году турнир проходил одновременно в Москве и Санкт-Петербурге. В 1993 году турнир проходил в Москве в Лужниках на двух аренах: во дворце спорта и на Малой спортивной арене. В турнире участвовали две сборные команды России: олимпийская и национальная, а также сборные команды Германии и Швейцарии. Это было связано с подготовкой сборной России к Зимним Олимпийским играм в Лиллехамере. С 1997 года турнир проходил на Малой спортивной арене. В 2005 году турнир вернулся во дворец спорта «Лужники».
С 2006 года турнир, за исключением вынесенных игр, проходил в Москве во дворце спорта «Мегаспорт». В турнире принимали участие сборные команды Чехии, Швеции, Финляндии и России. В 2013 году турнир прошёл в Сочи в ледовом дворце «Большой», где в 2014 году затем прошли матчи хоккейного турнира зимних Олимпийских игр. В 2014 году турнир снова проводился в Сочи. С 2015 года вернулся в Москву и проводится на льду ЦСКА Арены.
В Кубке Первого канала, который состоялся в Москве с 13 по 17 декабря 2017 года, впервые приняли участие шесть команд. Помимо традиционных участников Евротура — России, Швеции, Финляндии и Чехии — в турнире сыграли национальные сборные Канады и Южной Кореи.
В 2023 году Кубок Первого канала был проведен в Санкт-Петербурге в «Ледовом дворце» с 14 по 17 декабря. В турнире приняли участие четыре команды – «Россия 25», «Звёзды и ВХЛ», а также национальные сборные Беларуси и Казахстана.
В 2024 году турнир был проведен в Санкт-Петербурге на «СКА Арена» с 12 по 15 декабря. В соревновании приняли участие команды «Россия 25», Казахстана, Беларуси и сборная мира КХЛ (команда, состоящая из иностранных игроков, выступающих в КХЛ).

## Телевизионная трансляция
Традиционно прямую трансляцию Кубка вёл «Первый канал», однако 16 декабря 2016 года «Первый канал» отказался транслировать матч между сборной России и сборной Чехии из-за низких показателей рейтинга у телетрансляции турнирных матчей. Вместо матча была показана развлекательная программа «Давай поженимся». Матч между сборной России и сборной Чехии показал Матч ТВ.

## Победители

### Кубок Первого канала
| Год  | Число команд | Победитель | Второе место | Третье место     | Место проведения                   |
| ---- | ------------ | ---------- | ------------ | ---------------- | ---------------------------------- |
| 2024 | 4            | Россия 25  | Беларусь     | сборная мира КХЛ | Санкт-Петербург                    |
| 2023 | 4            | Россия 25  | Беларусь     | Казахстан        | Санкт-Петербург                    |
| 2022 | 3            | Беларусь   | Россия       | Казахстан        | Москва                             |
| 2021 | 5            | Финляндия  | Россия       | Канада           | Москва                             |
| 2020 | 4            | Россия     | Чехия        | Швеция           | Москва                             |
| 2019 | 4            | Швеция     | Россия       | Финляндия        | Москва и Санкт-Петербург / Пльзень |
| 2018 | 4            | Россия     | Финляндия    | Швеция           | Москва и Санкт-Петербург / Тампере |
| 2017 | 6            | Россия     | Чехия        | Финляндия        | Москва / Прага                     |
| 2016 | 4            | Швеция     | Россия       | Финляндия        | Москва / Хельсинки                 |
| 2015 | 4            | Чехия      | Швеция       | Финляндия        | Москва                             |
| 2014 | 4            | Россия     | Финляндия    | Швеция           | Сочи                               |
| 2013 | 4            | Чехия      | Финляндия    | Россия           | Сочи                               |
| 2012 | 4            | Россия     | Швеция       | Финляндия        | Москва                             |
| 2011 | 4            | Швеция     | Чехия        | Россия           | Москва                             |
| 2010 | 4            | Россия     | Чехия        | Швеция           | Москва                             |
| 2009 | 4            | Финляндия  | Россия       | Чехия            | Москва                             |
| 2008 | 4            | Россия     | Финляндия    | Чехия            | Москва                             |
| 2007 | 4            | Россия     | Финляндия    | Чехия            | Москва                             |
| 2006 | 4            | Россия     | Финляндия    | Швеция           | Москва                             |

### Кубок «РОСНО»
| Год  | Победитель | Второе место | Третье место |
| ---- | ---------- | ------------ | ------------ |
| 2005 | Россия     | Финляндия    | Швеция       |
| 2004 | Россия     | Финляндия    | Чехия        |

### Кубок «Балтики»
| Год  | Победитель | Второе место | Третье место |
| ---- | ---------- | ------------ | ------------ |
| 2003 | Финляндия  | Чехия        | Россия       |
| 2002 | Чехия      | Финляндия    | Россия       |
| 2001 | Чехия      | Россия       | Швеция       |
| 2000 | Россия     | Чехия        | Финляндия    |
| 1999 | Россия     | Чехия        | Финляндия    |
| 1998 | Швеция     | Чехия        | Финляндия    |
| 1997 | Чехия      | Россия       | Швеция       |

### Турнир на призы газеты «Известия»
| Год     | Победитель                                  | Второе место                                | Третье место                                |
| ------- | ------------------------------------------- | ------------------------------------------- | ------------------------------------------- |
| 1996    | Швеция                                      | Россия                                      | Финляндия                                   |
| 1995    | Россия                                      | Чехия                                       | Швеция                                      |
| 1994    | Россия                                      | Чехия                                       | Финляндия                                   |
| 1993    | Россия I                                    | Россия II                                   | Швеция                                      |
| 1992    | Россия II                                   | Чехословакия                                | Россия I                                    |
| 1991    | Турнир был отменён в связи с распадом СССР. | Турнир был отменён в связи с распадом СССР. | Турнир был отменён в связи с распадом СССР. |
| 1990    | СССР                                        | Швеция                                      | Чехословакия                                |
| 1989    | СССР                                        | Чехословакия                                | Финляндия                                   |
| 1988    | СССР                                        | Швеция                                      | Чехословакия                                |
| 1987    | Канада                                      | СССР                                        | Швеция                                      |
| 1986    | СССР                                        | Канада                                      | Швеция                                      |
| 1985    | Чехословакия                                | СССР                                        | Швеция                                      |
| 1984    | СССР                                        | Чехословакия                                | Финляндия                                   |
| 1983    | СССР                                        | Чехословакия                                | Швеция                                      |
| 1982    | СССР                                        | Финляндия                                   | Чехословакия                                |
| 1981    | СССР                                        | Чехословакия                                | Швеция                                      |
| 1980    | СССР                                        | Чехословакия                                | Финляндия                                   |
| 1979    | СССР                                        | Чехословакия                                | Финляндия                                   |
| 1978    | СССР                                        | Чехословакия                                | Канада                                      |
| 1977    | Чехословакия                                | СССР                                        | Швеция                                      |
| 1976    | СССР                                        | Швеция                                      | Чехословакия                                |
| 1975    | СССР                                        | Чехословакия                                | Швеция                                      |
| 1974/75 | Чехословакия                                | СССР                                        | Швеция                                      |
| 1973    | СССР                                        | Чехословакия                                | Финляндия                                   |
| 1972    | СССР                                        | Чехословакия                                | Швеция                                      |
| 1971    | СССР                                        | Чехословакия                                | Финляндия                                   |
| 1970    | Чехословакия                                | СССР                                        | Швеция                                      |
| 1969    | СССР                                        | Канада                                      | Чехословакия                                |

### Международный турнир
| Год  | Победитель | Второе место | Третье место |
| ---- | ---------- | ------------ | ------------ |
| 1968 | СССР I     | СССР II      | Финляндия    |

### Турнир празднования 50-й годовщины Октябрьской революции
| Год  | Победитель | Второе место | Третье место    |
| ---- | ---------- | ------------ | --------------- |
| 1967 | СССР I     | СССР II      | Чехословакия II |

## Медальный зачёт

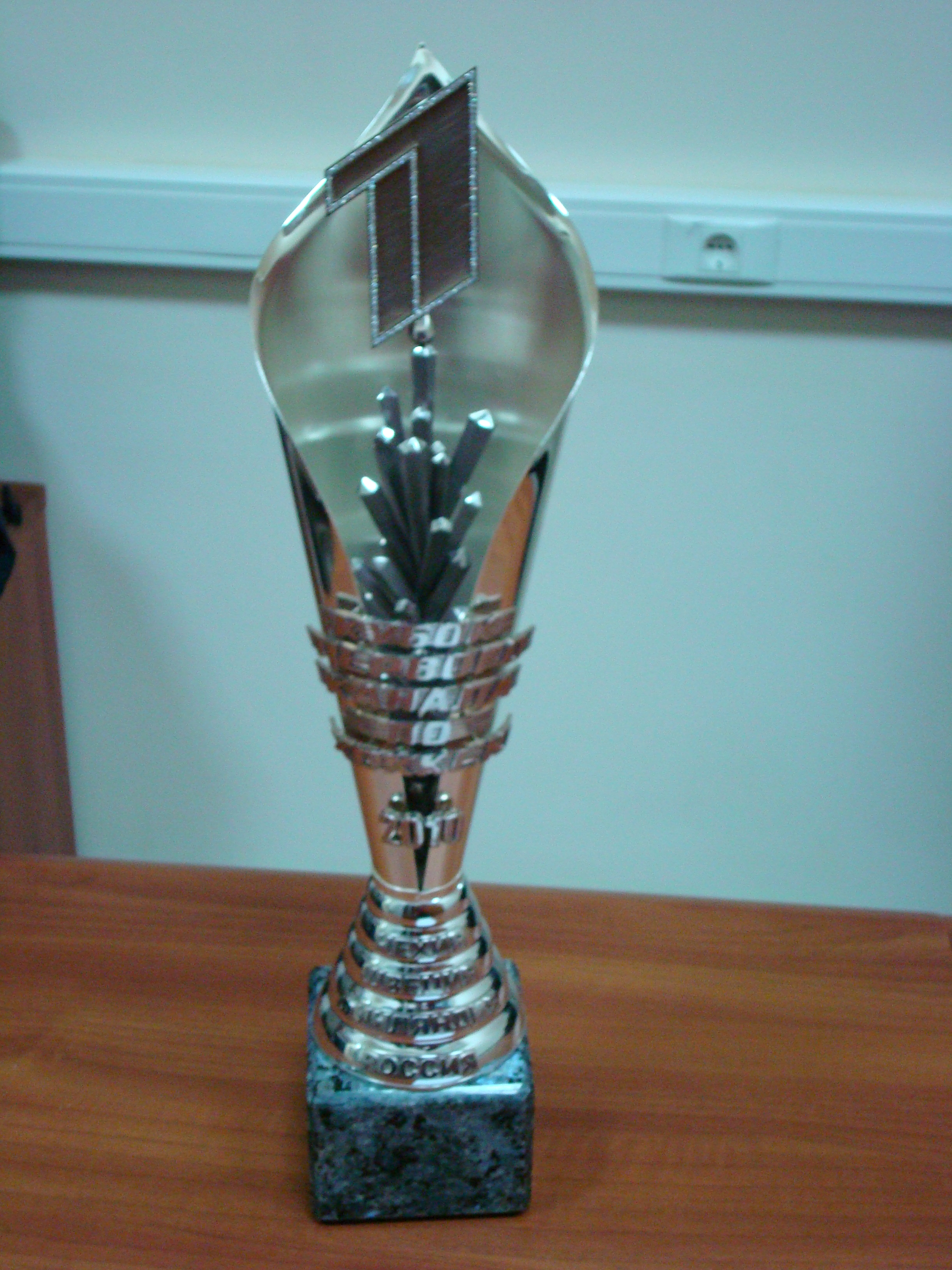
Кубок Первого канала по хоккею (2010)

### Все турниры
| Поз.  | Команда                       | Золото | Серебро | Бронза | Всего |
| ----- | ----------------------------- | ------ | ------- | ------ | ----- |
| 1     | СССР / Россия                 | 38     | 13      | 5      | 56    |
|       | СССР / СССР I                 | 19     | 5       | 0      | 24    |
|       | Россия / Россия I / Россия 25 | 19     | 8       | 5      | 32    |
| 2     | Чехословакия / Чехия          | 9      | 21      | 9      | 39    |
|       | Чехословакия                  | 4      | 12      | 5      | 21    |
|       | Чехия                         | 5      | 9       | 4      | 18    |
| 3     | Швеция                        | 5      | 6       | 19     | 30    |
| 4     | Финляндия                     | 3      | 10      | 18     | 31    |
| 5     | СССР II / Россия II           | 1      | 3       | 0      | 4     |
| 6     | Канада                        | 1      | 2       | 2      | 5     |
| 7     | Беларусь                      | 1      | 2       | 0      | 3     |
| 8     | Казахстан                     | 0      | 0       | 2      | 2     |
| 9     | Чехословакия II               | 0      | 0       | 1      | 1     |
| 10    | Сборная мира КХЛ              | 0      | 0       | 1      | 1     |
| Всего | Всего                         | 56     | 56      | 56     | 168   |

### Турниры в качестве этапа Еврохоккейтура (1996—2021)
| Поз.  | Команда   | Золото | Серебро | Бронза | Всего |
| ----- | --------- | ------ | ------- | ------ | ----- |
| 1     | Россия    | 11     | 5       | 5      | 21    |
| 2     | Чехия     | 5      | 7       | 4      | 16    |
| 3     | Швеция    | 5      | 2       | 6      | 13    |
| 4     | Финляндия | 2      | 9       | 8      | 19    |
| Всего | Всего     | 23     | 23      | 22     | 68    |

## Тренеры команд-победительниц
| Год     | Команда   | Тренер                                              |  | Год  | Команда   | Тренер                                                    |
| ------- | --------- | --------------------------------------------------- |  | ---- | --------- | --------------------------------------------------------- |
| 1967    | СССР-I    | Владимир Егоров, Анатолий Егоров                    |  | 1997 | Чехия     | Иван Глинка, Славомир Ленер                               |
| 1968    | СССР-I    | Аркадий Чернышёв, Анатолий Тарасов                  |  | 1998 | Швеция    | Суне Бергман, Стефан Лунд                                 |
| 1969    | СССР      | Аркадий Чернышёв, Анатолий Тарасов                  |  | 1999 | Россия    | Александр Якушев, Геннадий Цыгуров, Зинэтула Билялетдинов |
| 1970    | ЧССР      | Владимир Костка, Ярослав Питнер                     |  | 2000 | Россия    | Борис Михайлов, Владимир Крикунов, Валерий Белоусов       |
| 1971    | СССР      | Аркадий Чернышёв, Анатолий Тарасов                  |  | 2001 | Чехия     | Йозеф Аугуста, Владимир Мартинец                          |
| 1972    | СССР      | Всеволод Бобров, Борис Кулагин                      |  | 2002 | Чехия     | Славомир Ленер, Владимир Ружичка, Антонин Ставьяна        |
| 1973    | СССР      | Всеволод Бобров, Борис Кулагин                      |  | 2003 | Финляндия | Раймо Сумманен                                            |
| 1974/75 | ЧССР      | Карел Гут, Ян Старши                                |  | 2004 | Россия    | Зинэтула Билялетдинов, Владимир Плющев, Владимир Юрзинов  |
| 1975    | СССР      | Борис Кулагин, Константин Локтев, Владимир Юрзинов  |  | 2005 | Россия    | Владимир Крикунов, Борис Михайлов, Владимир Юрзинов       |
| 1976    | СССР      | Борис Кулагин, Константин Локтев, Владимир Юрзинов  |  | 2006 | Россия    | Вячеслав Быков                                            |
| 1977    | ЧССР      | Карел Гут, Ян Старши                                |  | 2007 | Россия    | Вячеслав Быков, Игорь Захаркин                            |
| 1978    | СССР      | Виктор Тихонов, Владимир Юрзинов                    |  | 2008 | Россия    | Вячеслав Быков                                            |
| 1979    | СССР      | Виктор Тихонов, Владимир Юрзинов                    |  | 2009 | Финляндия | Юкка Ялонен                                               |
| 1980    | СССР      | Виктор Тихонов, Владимир Юрзинов                    |  | 2010 | Россия    | Вячеслав Быков, Игорь Захаркин                            |
| 1981    | СССР      | Виктор Тихонов, Владимир Юрзинов                    |  | 2011 | Швеция    | Пер Мортс                                                 |
| 1982    | СССР      | Виктор Тихонов, Владимир Юрзинов                    |  | 2012 | Россия    | Зинэтула Билялетдинов                                     |
| 1983    | СССР      | Виктор Тихонов, Владимир Юрзинов                    |  | 2013 | Чехия     | Алоис Гадамчик                                            |
| 1984    | СССР      | Виктор Тихонов, Владимир Юрзинов                    |  | 2014 | Россия    | Олег Знарок                                               |
| 1985    | ЧССР      | Ян Старши, Франтишек Поспишил                       |  | 2015 | Чехия     | Владимир Вуйтек, Иржи Калоус                              |
| 1986    | СССР      | Виктор Тихонов, Владимир Юрзинов                    |  | 2016 | Швеция    | Рикард Грёнберг                                           |
| 1987    | Канада    | Дэйв Кинг, Ги Шаррон, Том Уотт                      |  | 2017 | Россия    | Олег Знарок                                               |
| 1988    | СССР      | Виктор Тихонов, Владимир Юрзинов                    |  | 2018 | Россия    | Илья Воробьёв                                             |
| 1989    | СССР      | Виктор Тихонов, Владимир Юрзинов                    |  | 2019 | Швеция    | Юхан Гарпенлёв                                            |
| 1990    | СССР      | Виктор Тихонов, Владимир Юрзинов                    |  | 2020 | Россия    | Валерий Брагин                                            |
| 1992    | Россия-II | Виктор Тихонов, Игорь Дмитриев                      |  | 2021 | Финляндия | Юкка Ялонен                                               |
| 1993    | Россия-I  | Виктор Тихонов, Игорь Дмитриев                      |  | 2022 | Беларусь  | Крэйг Вудкрофт                                            |
| 1994    | Россия    | Борис Михайлов, Игорь Тузик, Валерий Белоусов       |  | 2023 | Россия    | Роман Ротенберг                                           |
| 1995    | Россия    | Владимир Васильев, Геннадий Цыгуров, Виктор Тихонов |  | 2024 | Россия    | Роман Ротенберг                                           |
| 1996    | Швеция    | Кент Форсберг, Томми Томт                           |  | 2025 |           |                                                           |